# Rhynchospora harveyi
Rhynchospora harveyi är en halvgräsart som beskrevs av William Boott. Rhynchospora harveyi ingår i släktet småag, och familjen halvgräs.

## Underarter
Arten delas in i följande underarter:
- R. h. culixa
- R. h. harveyi